# First-class cricket

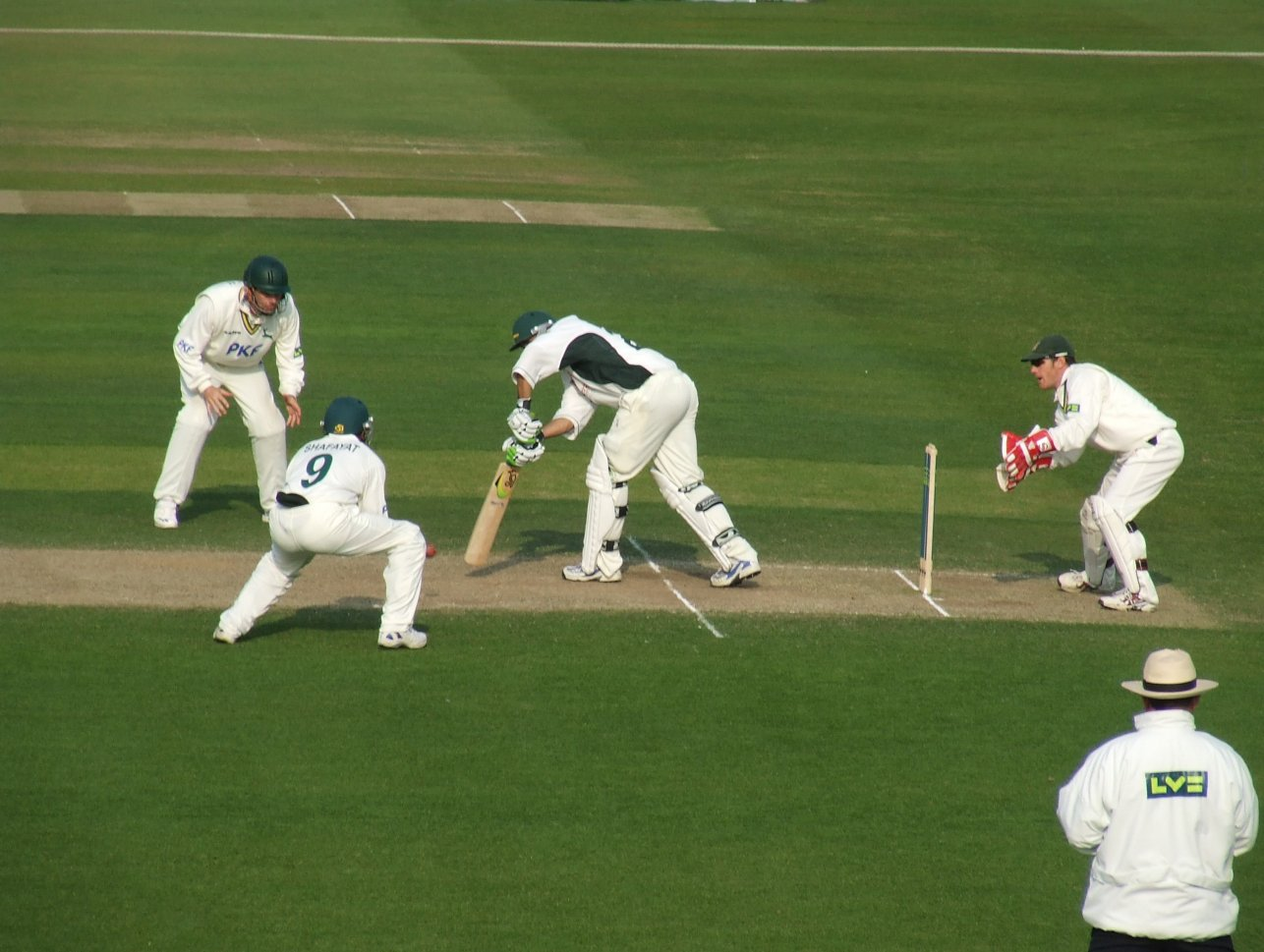
First-class cricket en Angleterre.

Le first-class cricket, littéralement cricket « première-classe » est une forme de cricket dans laquelle les matchs sont limités en temps, et dont la limite en temps est d'au moins trois jours. Chaque équipe a à sa disposition deux manches pour marquer des courses. First-class est une désignation officielle qui n'est donnée qu'à des rencontres de haut-niveau, par exemple à l'ensemble des matchs des compétitions nationales (celles dont les matchs se déroulent sur plusieurs jours) des principales nations du cricket.  Le Test cricket, qui oppose deux nations de haut-niveau au cours de matchs limités en temps actuellement à cinq jours, est une forme de first-class cricket, les performances individuelles ou collectives réalisées en Test cricket étant donc incluses dans les statistiques de first-class cricket. Dans certains cas, les matchs de certaines équipes internationales qui ne peuvent pas pratiquer le Test cricket sont classés first-class.

## Rencontres first-class

### Compétitions nationales
Les compétitions actuelles ou anciennes suivantes sont reconnues par l'International Cricket Council comme des compétitions de first-class cricket :
| Pays, nation ou confédération | Compétitions            | Équipes                                |
| ----------------------------- | ----------------------- | -------------------------------------- |
| Afrique du Sud                | SuperSport Series       | Franchises                             |
| Afrique du Sud                | Provincial Challenges   | Provinces sud-africaines et la Namibie |
| Angleterre et pays de Galles  | County Championship     |                                        |
| Australie                     | Sheffield Shield        | États australiens (6)                  |
| Bangladesh                    | National Cricket League | Divisions du Bangladesh (6)            |
| Inde                          | Ranji Trophy            |                                        |
| Inde                          | Duleep Trophy           |                                        |
| Inde                          | Irani Trophy            |                                        |
| Indes occidentales            | Carib Beer Cup          |                                        |
| Nouvelle-Zélande              | State Championship      |                                        |
| Pakistan                      | Quaid-i-Azam Trophy     |                                        |
| Sri Lanka                     | Premier Trophy          |                                        |
| Zimbabwe                      | Logan Cup               |                                        |